# Muñó (Siero)
Muñó es una parroquia del concejo de Siero, en el Principado de Asturias (España). Alberga una población de 359 habitantes (INE 2011) en 231 viviendas. Ocupa una extensión de 10,04 km².
Está situada en la zona norte del concejo. Limita al norte con las parroquias de Leorio, Huerces y Lavandera, en el concejo de Gijón; al noreste, con la de Fano, también en Gijón; al este, con la de La Collada; al sur, con las de Vega de Poja y Celles; al suroeste, con la de Celles, en este caso, en el concejo de Noreña; y al oeste, con la de Anes.

## Poblaciones
Según el nomenclátor de 2011 la parroquia está formada por las poblaciones de:
- Barbales (casería): 20 habitantes.
- Barredo (Barreo en asturiano) (lugar): 19 habitantes.
- Camino (casería): 29 habitantes.
- El Carbayo (El Carbayu) (casería): 14 habitantes.
- Monte (El Monte) (aldea): 88 habitantes.
- Otero (Oteru) (lugar): 67 habitantes.
- Pueblo (El Pueblu) (casería): 45 habitantes.
- Rioseco (Riosecu) (casería): 36 habitantes.
- Taraña (aldea): 41 habitantes.